# Grandes Médiévales
Pour les articles homonymes, voir Médiévales.
Les Grandes Médiévales est une fête médiévale organisée au Fort la Latte depuis 2008. Elle associe notamment des spectacles, de la musique, des échoppes, du théâtre de rue, de la déambulation, des jeux, des spectacles équestres, de la magie, de la fauconnerie.
Elle se déroule dans l'enceinte du château et dans son parc durant la deuxième semaine du mois d’août. Le festival attire dans les années 2010 un public régulier (plus de 10 000 entrées payantes).

## Objectif
L'objectif initial de l'événement est de promouvoir et de dynamiser l'activité autour du château. Les billets d'entrées servant ensuite à la restauration et l'entretien quotidien de la forteresse.

## Historique
En 2008, La première édition des Grandes Médiévales du château est lancée. Tournoi de chevalerie, musiciens, contes, jonglerie, repas médiéval ainsi que de la démonstration de forge sont au programme.
En 2009, l'idée se fait une plus petite édition se concrétise avec la création des Petites Médiévales de Juillet axées sur les plus jeunes, musiciens, jeux et contes pour enfants seront au programme.
En 2010, un spectacle de fauconnerie étoffe le festival.
Pour la dixième édition, le festival se métamorphose, le site s’agrandit avec des compagnies de reconstitution et des artisans formant un village, un deuxième groupes de musique, ainsi que des jeux en bois. Cette dixième édition édition marquera aussi le passage de 10 000 entrées sur les 3 jours.
En 2019, la barre des 12 000 visiteurs est atteinte.

## Les animations clés
Chaque année, des manifestations et spectacles spécifiques se greffent sur une série d'animations dans le château, autour du château, dans les rues de la ville, voire en forêt.
On peut citer notamment :
- Des campements dans le parc du château. Il s'agit d'expositions et d'animations sur la vie médiévale : la cuisine médiévale, les armes médiévales, les machines de guerre, la médecine et la chirurgie, l'histoire des ordres de chevalerie, la teinture de laine, le forgeron, le maître verrier, la fabrication de vêtement, etc. Y participent notamment selon les années Ar Soudarded, Amzergozh, L'Ost du Vieux grimoire, Berserkrs...
- Un espace enfants qui évolue également en fonction des années : jeux médiévaux, ateliers de calligraphie médiévale et initiation à l’art de l’enluminure.
- Des musiciens
- Des spectacles de rue
- Des spectacles de fauconnerie
- Des stands de restauration, tavernes
- Des spectacles de magie
- Des jeux familiaux, des jeux traditionnels.
- Des démonstrations de tir à l'arc
- Des échoppes d'artisans
- Un marché médiéval
- Un tournoi de chevalerie.

## Le programme des grandes Médiévales d'Août
Les 15, 16 et 17 août 2008 : Les Baladins (tournoi de chevalerie), Axel le jongleur (jonglerie), Gérald Lomenec'h (musicien), Marotte et les musards (chants, contes et jonglerie de feu), Brin d'acier (forge), Les faiseurs de ripailles (repas médial).
Les 11, 12 et 13 août 2009 : Vivrai Liement (musiciens, chants, danses), Axel le jongleur (jonglerie), Maxence des Oiseaux (flûte enchantée), Compagnie Larsen (spectacle d'humour), Arcs Production (tournoi).
Les 10, 11 et 12 août 2010 : Maxence des Oiseaux (flûtes et contes), Axel le jongleur (jonglerie), Cie du Lysandore (Déambulation féérique), Michel Martello (fauconnerie), Entr'Ailes (musiciens), Arès production (Tournoi de chevalerie).
Les 9, 10 et 11 août 2011 : Cie Atchaka et ses Ours (présentation d'ours), Cie du Lysandore (prestation féerique et musicale, déambulation), Axel le jongleur (jonglerie), Maxence des Oiseaux (contes et flutes enchantée), Marotte et les Musards (chant, musique, jonglerie de feu), Cédric Chabin (combat à pieds, armes).
Les 7, 8 et 9 août 2012 : Maxence des Oiseaux (flûtes et contes), Axel le jongleur (jonglerie), Cie des Lysandore (déambulation féerique), Skinisd (musiciens), Arès production (tournoi de chevalerie), et spectacles de fauconnerie.
Les 6, 7 et 8 août 2013 : Cow Prod et Cie (Tournoi de chevalerie), Cie Via Cane (marionnettistes), Les enchanteurs de l'an Mal (magie), Gueule de Loup (musiciens), Vol en scène (fauconnerie).
Les 5, 6 et 7 août 2014 : Guerre et chevalerie (présentation d'armes, combats et animations pour enfants), Arthus le Magicien (magie), Les Pies (musiciens), Vol en scène (Fauconnerie), Arès production (tournoi de chevalerie).
Les 4, 5 et 6 août 2015 : Perceval et les Enchanteurs de l'An Mil (magie), Waraok (musiciens), Cie du Lion des Flandres (Jonglerie, musique), Vol en scène (fauconnerie), Arès production (tournoi de chevalerie).
Les 2, 3 et 4 août 2016 : Cow Prod (tournoi de chevalerie), Merlin et Igor le Bossu (magie), Di Penta (fauconnerie), Waraok (musiciens), Axel le jongleur (jonglerie).
Les 8, 9 et 10 août 2017 : Les Meneurs de Loups (musiciens), Vol en scène (Fauconnerie), Compagnie au fil du vent (spectacle sur corde), Arthus le Magicien (magie), Arès production (tournoi de chevalerie).
Les 7, 8 et 9 août 2018, Les 10 ans ! : Morel Family (magie), Les Écuyers de l'Histoire (tournoi de chevalerie avec Joutes réelles), Waraok (musiciens), Pastourel (musiciens), Falcon Temporis (fauconnerie), Les contes de Mélusine (Jeux médiévaux) ainsi qu'un village médiéval avec des troupes de reconstitution, vie de camp, spectacle de feu, jonglerie, combats, présentation d'armes, lancer de couteaux, combats pour les petits, luttes (Amzer Gozh, Ar Soudarded, La mesnie du Lion et de l'Hermine, La compagnie Gwesclen, Berserkrs, L'Ost du Vieux Grimoire),.
Pour la dixième édition, c'est 10 000 visiteurs qui sont venus durant les 3 jours du festival battant ainsi tous les records des anciennes éditions.
Les 6, 7 et 8 août 2019, La onzième édition : Waraok (musiciens), Aventure au Galop (tournoi de chevalerie), Hyppogriffe (fauconnerie), Belli Mercator (spectacle de rue, comique), Rhésus Positif (musiciens) Bateleurs de Sire Jean (Troupe de jongleurs, cracheurs de feu), Les contes de Mélusine (Jeux et animations pour les enfants), Chevalier de la Cailleterie (Canons et machines de guerre), La magie de Fredini (Magicien), ainsi que le village médiéval avec ses troupes de reconstitution (Ost du Vieux Grimoire, Ar Soudarded, Amzer Gozh, Maisnie de Kistreberh, Compagnons de Braëllo, Seigneurs de l'Aube, Berserkrs).

## Les petites Médiévales de Juillet
Les 21, 22 et 23 juillet 2009 : Gérard Lomenec'h (musicien), Axel le jongleur (jonglerie), Maxence des Oiseaux (flûtes et contes), Cie du Lion des Flandres (fauconnerie), Les faiseurs de Ripailles (repas médiévaux).
Les 19, 20 et 21 juillet 2011 : Maxence des Oiseaux (flûtes), Axel le jongleur (jonglerie), les Pies (musiciens, jonglerie, acrobates, marionnettistes).
Les 24 et 25 juillet 2013 : Via Cane (marionnettistes), Guerre et chevalerie (ateliers pour enfants, tir, combats, armures), Corinne Duchêne (Contes).
Les 22 et 23 juillet 2015 : Cie du Paladin (jeux et animations pour les enfants), Badin l'Agile (jonglerie), Marotte et les Musards (musiciens, contes)
Les 18 et 19 juillet 2017 : Cie des Jeux d'Oc (jeux médiévaux), Guerre et Chevalerie (animations aux combats, armures, présentations d'armes pour petits et grands), Soñj (musiciens) et initiation à la calligraphie et l'Héraldique.
Les 24 et 25 juillet 2019 : Pastourel (musiciens), La compagnie des Jeux d'Oc (jeux géants en bois), Battle of color (animation avec des armes en mousses), la compagnie Lez Accros "Accrovoile" (Mât de navire pour escalade).